# Rafael Rojas
Rafael Rojas, né le 15 septembre 1962 et mort le 18 janvier 2022, est un chanteur lyrique ténor mexicain, salué durant sa carrière pour ses rôles dans les opéras de Puccini et de Verdi.

## Vie et carrière
Rafael Rojas nait à Guadalajara au Mexique le 15 septembre 1962,. Il étudie la biologie et la musique à l'Université de Guadalajara, et l'opéra au Conservatoire Royal d'Écosse‚ avant de rejoindre le Royal Northern College of Music où il étudie entre 1992 et 1994,. Encore étudiant, il interprète le rôle de Rodolfo dans la création par le British Youth Opera (en) de La Bohème.
En 1995, il remporte le prix Placido Domingo durant la compétition Operalia. Il est ensuite invité à jouer El gato montés à l'Opéra national de Washington (en) . Il chante dans d'autres salles d'opéras américaines, y compris au Seattle Opera (en) ou au Boston Opera House (en).
En 1999, il fait ses débuts ses débuts professionnels en Europe, il joue au Bregenz Festival (en) le rôle de Gustavo dans Un Ballo in Maschera. Puis il se produit au Deutsche Oper Berlin, au Welsh National Opera, à l'Opéra de Leipzig, à l'Opéra de Sarrebruck et à l'Opernhaus Graz. Il monte sur scène également en Australie et en Nouvelle-Zélande. Une grande part de sa carrière se fait au Royaume-Uni où il rejoint l'Opera North en 2002 avec le rôle de Cavaradossi dans la  Tosca.
Pendant sa carrière, il bâtit sa renommée sur des représentations saluées par la critique des œuvres de Puccini et de Verdi. 
En 2006, il participe à la fondation du Guadalajara Youth Symphony Orchestra qu'il soutiendra jusqu'à sa mort .
Il est marié et a un fils et une fille .
Rafael Rojas meurt à son domicile à Mexico le 18 janvier 2022 à l'âge de 59 ans.